# Dia Mundial de les ONG
El Dia Mundial de les ONG (o Dia Internacional de les organitzacions no governamentals) se celebra anualmente el 27 de febrer. Va ser reconegut oficialment i declarat el 17 d'abril de 2010 per 12 països en el IX Fòrum d'ONG del Mar Bàltic en la Vuitena Cimera dels Estats del Mar Bàltic a Vílnius, Lituània. El Dia Mundial de les ONG va ser marcat internacionalment i reconegut el 27 de febrer de 2014 per Helen Clark, administradora del Programa de les Nacions Unides per al Desenvolupament (PNUD) a Hèlsinki, Finlàndia.

## Missió
- Permetre a tothom aprendre sobre les ONG globals reeixides i les seves xarxes.
- Inspirar a tothom a estar orgullosos del sector de les ONG per a una societat civil més forta a tot el món.
- Promoure una carrera dins de les ONG, amb valor, entre les persones joves.
- Esdevenir una oportunitat perquè hom aprengui més a prop de les persones darrere de les ONG.
- Explicar el que les ONG estan fent per a la societat a nivell local, nacional i internacional.
- Ajudar a reconèixer el Dia Mundial de les ONG com a dia oficial en el calendari internacional a tot el món.